# Église de la Transfiguration de Tchernihiv
Pour les articles homonymes, voir Église de la Transfiguration.
L'église collégiale de la Transfiguration-du-Sauveur (Спасо-Преображенский собор) est une église orthodoxe de l'époque de la Rus' de Kiev et de la principauté de Tchernihiv qui date du XIe siècle. C'est le monument le plus ancien conservé de l'Ukraine de la rive gauche, puisqu'elle a été construite en 1033. Il reste des fragments de fresques de cette époque.

## Historique
L'église a été commandée par le prince Mstislav de Tchernihiv en 1033-1034, mais elle a été terminée après sa mort, une vingtaine d'années plus tard. C'était l'église principale de la principauté de Tchernihiv. Le prince Ihor Sviatoslavitch (1151-1202) y est inhumé, ainsi que d'autres princes de cette époque.
L'édifice est resté presque intact jusqu'à nos jours : on note quelques transformations après un incendie en 1756 ; en revanche, le décor intérieur a disparu, ainsi que le baptistère et l'angle sud-ouest. Une tour ronde est alors construite, symétrique à la tour de gauche et l'on ajoute une flèche au sommet de celles-ci, ainsi qu'une entrée en tambour devant le portail.
L'église mesure 18,25 × 27 m. Elle possède trois nefs à six colonnes et trois absides. Des fouilles ont démontré qu'il y avait des petites chapelles à l'orient qui ont disparu. Les historiens s'accordent pour souligner que l'église a été construite par les mêmes artisans byzantins que Sainte-Sophie de Kiev.

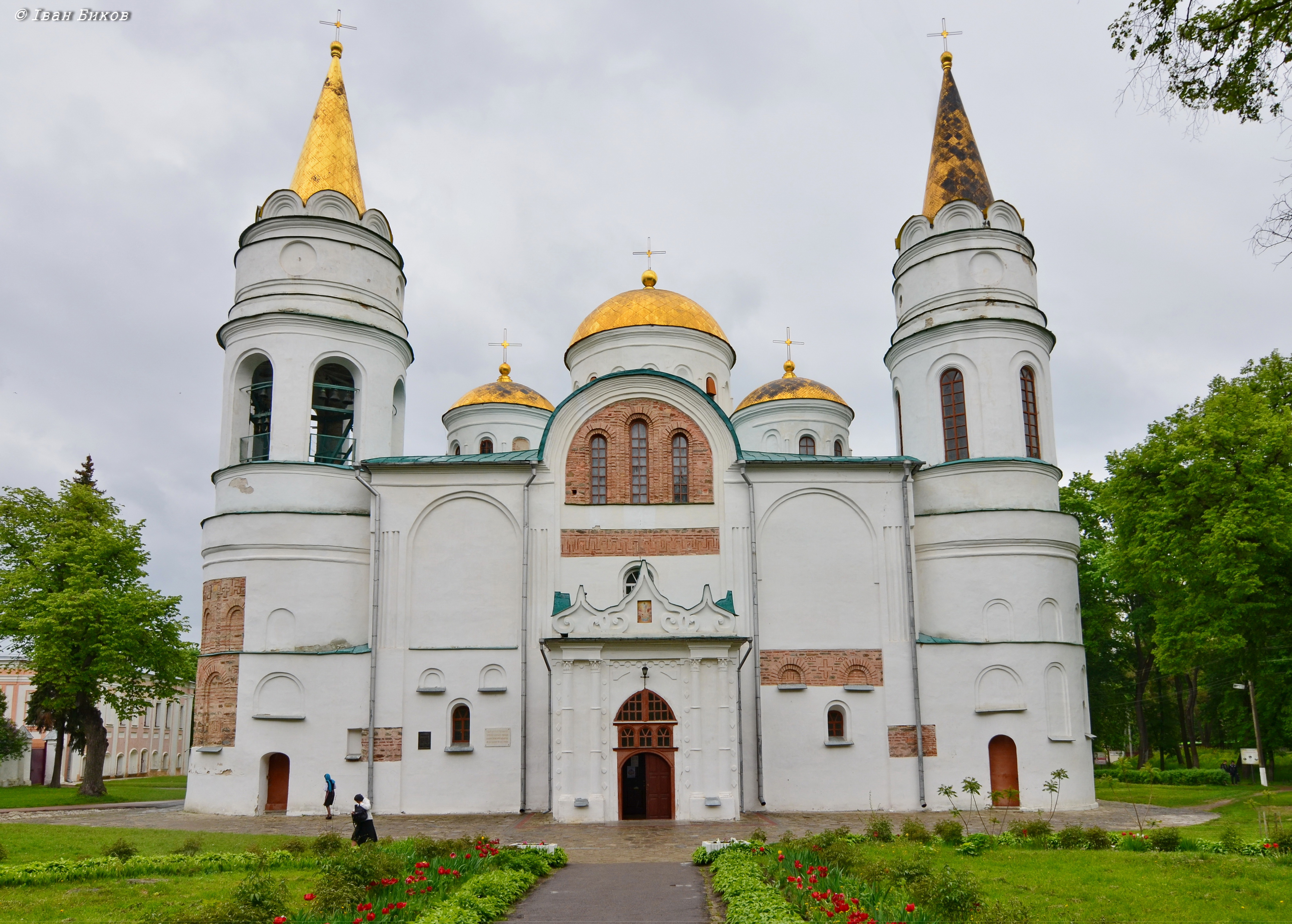
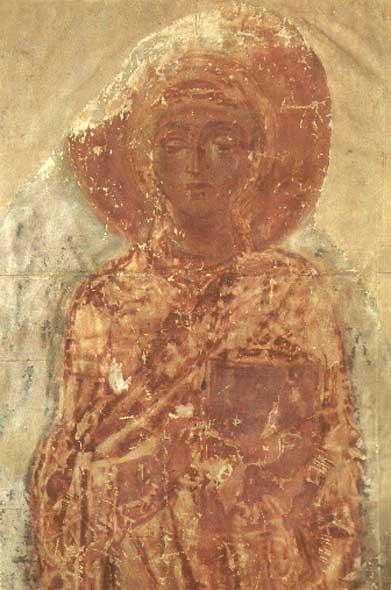
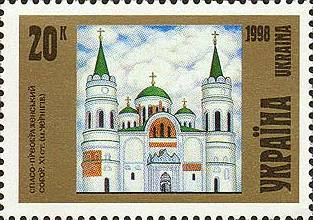
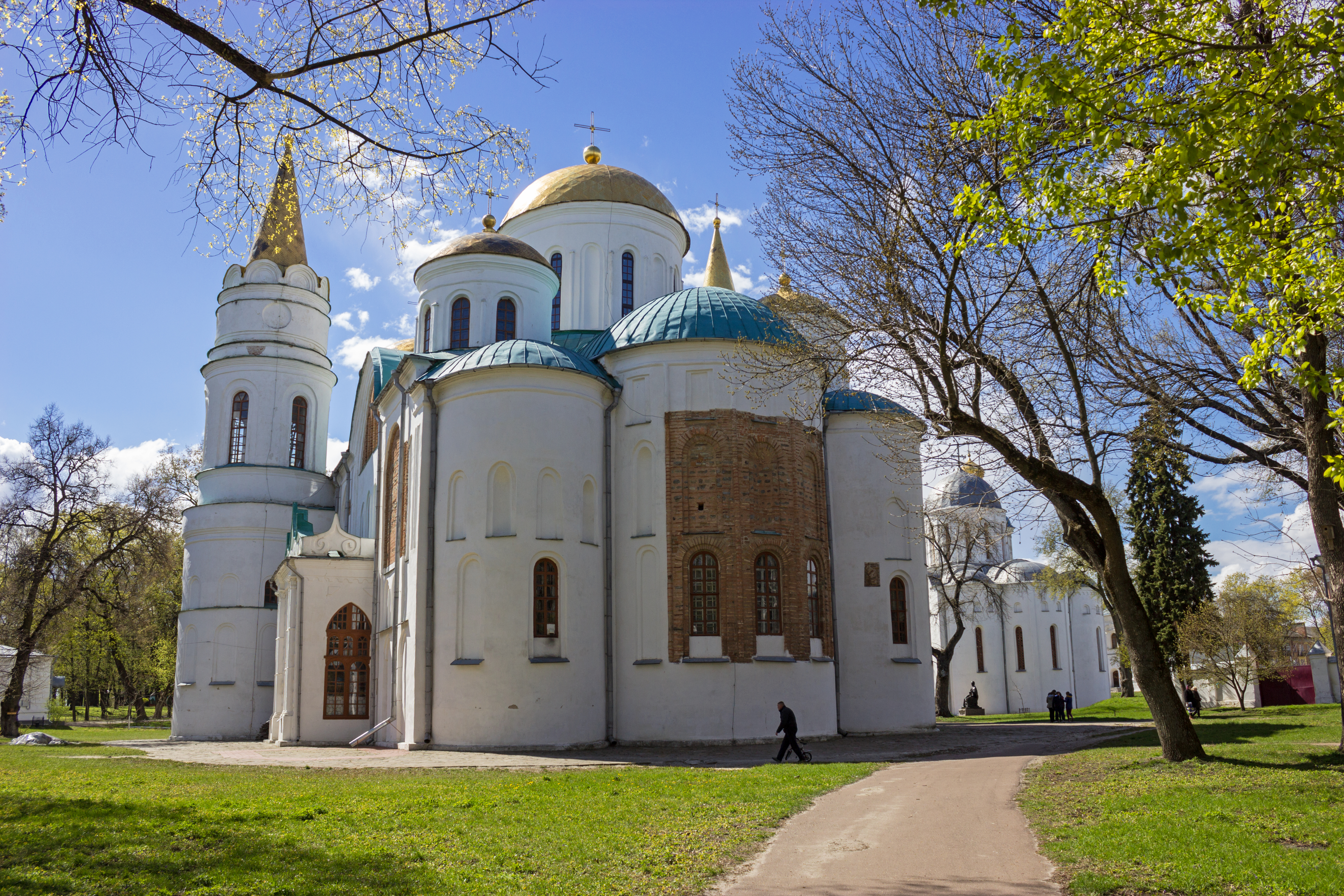
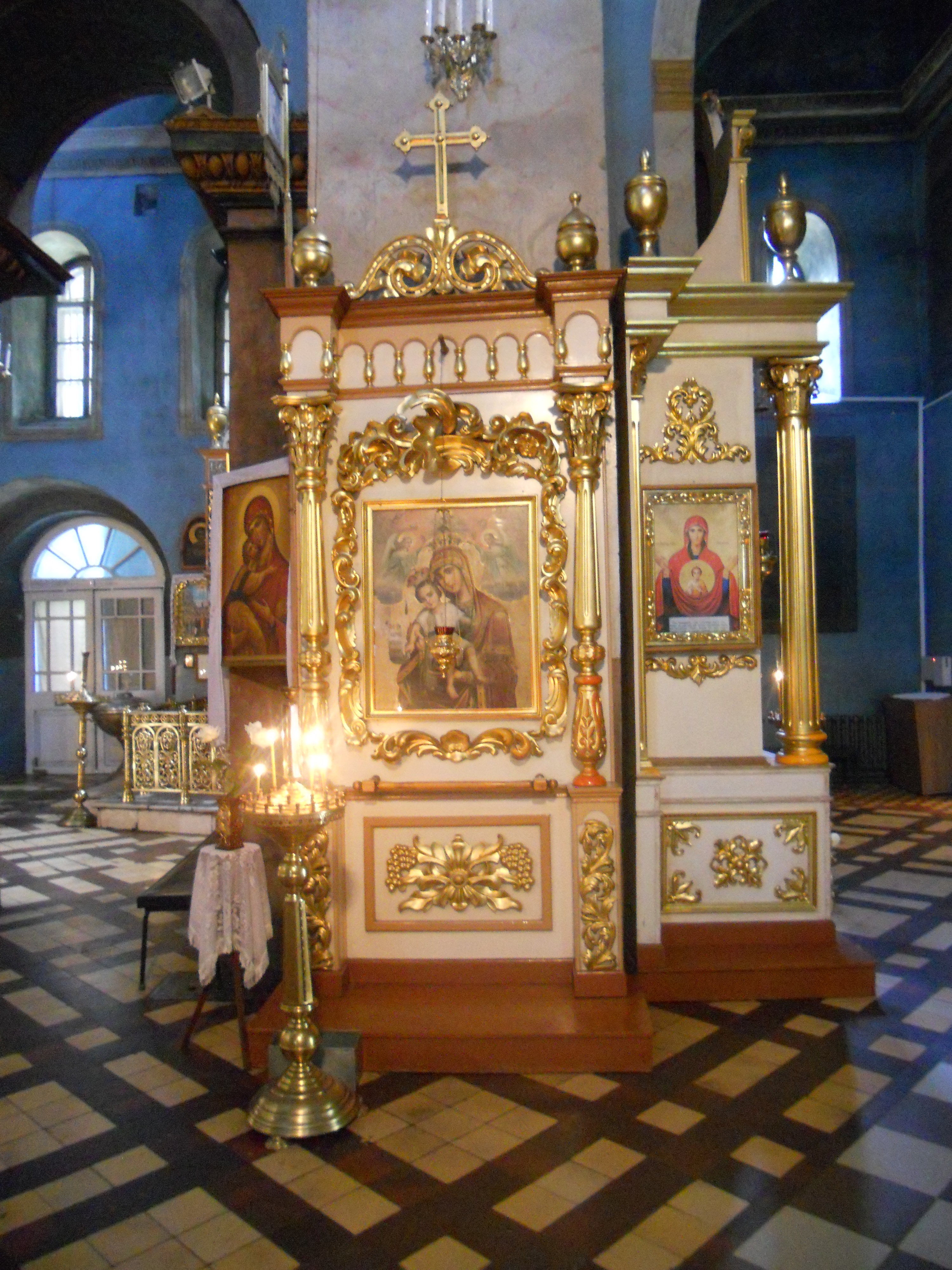
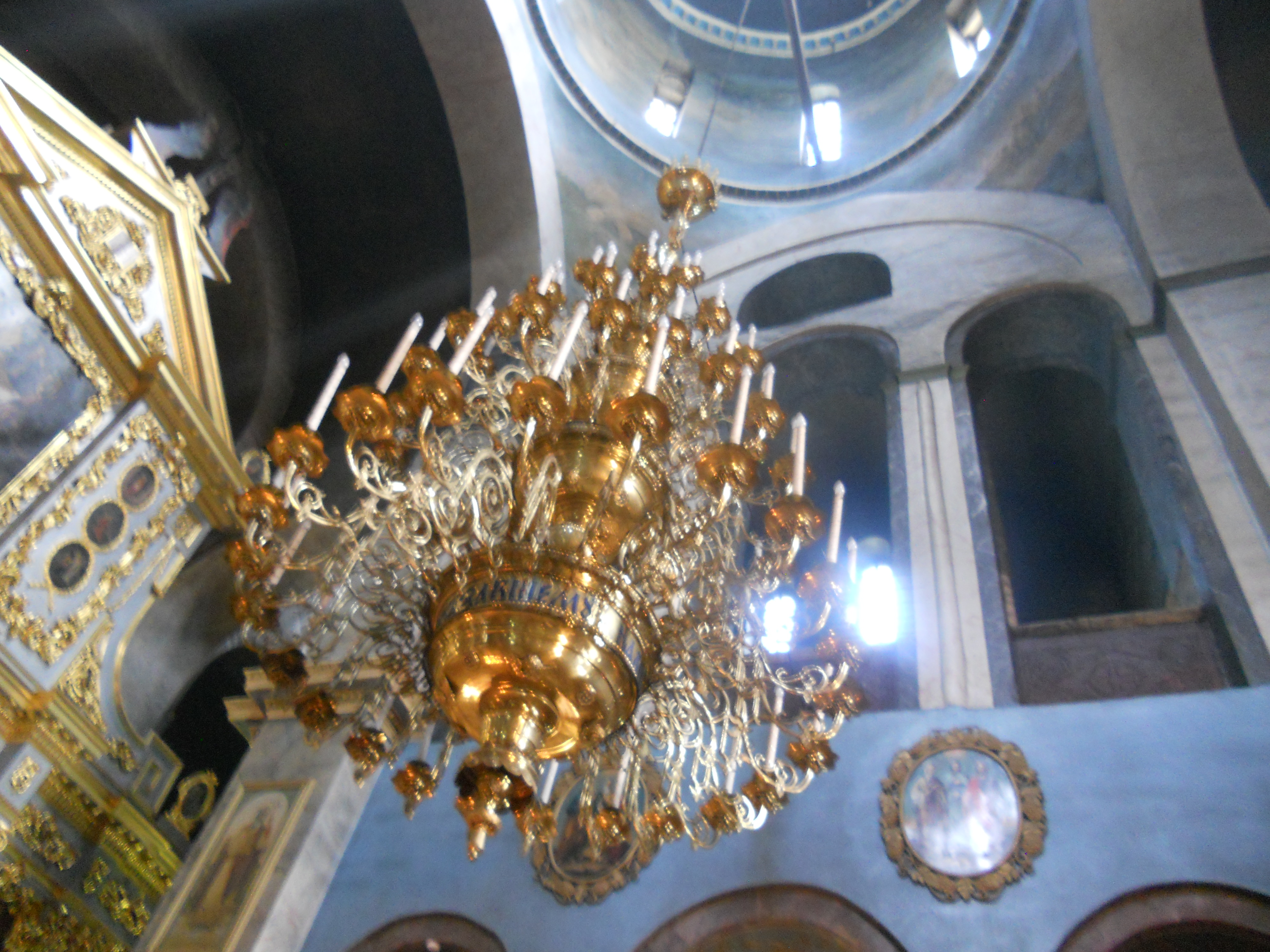

### Source
- (ru) Cet article est partiellement ou en totalité issu de l’article de Wikipédia en russe intitulé « Спасо-Преображенский собор (Чернигов) » (voir la liste des auteurs).